# Sveto Mesto, Beljak
Sveto Mesto (nemško Heiligen Gestade) je naselje Statutarnega mesta Beljak na Koroškem v Avstriji.